# Wolfgango de Ratisbona
San Wolfgango (Volfang o Wolfang) (Pfullingen, Suabia, Alemania, 924-Pupping, Austria, 31 de octubre de 994) fue un monje benedictino; se formó en Reichenau y en Würzburgo y fue monje en la abadía de Einsiedeln y obispo de Ratisbona desde el 972, donde organizó el obispado y la vida monástica. Fue canonizado en 1052 por León IX.

## Biografía
Su discípulo Otolón (Otloh) de San Emmerano, que vivió muchos de los hechos que narra, escribió una biografía; otro discípulo, Arnaldo, hizo otra Vita, con más episodios milagrosos.
Nació en Pfullingen. Wolfgango era hijo de una familia acomodada y fue educado por un clérigo y, después, en la abadía de Reichenau, bajo la guía de Esteban de Novara. Destacó por su modestia y conoció a Enrique, que fue después obispo de Tréveris y que tendría mucha influencia en la vida de Wolfgango.
Continuó sus estudios en Würzburg, donde decidió hacerse monje, pero Enrique de Tréveris lo llamó para que lo ayudara como diácono del capítulo y profesor de la escuela catedralicia. Entre sus discípulos estuvieron  el emperador Enrique II, que también sería canonizado, y la beata Gisela, que se casó con San Esteban I de Hungría. Wolfgango no quiso aceptar otro cargo ni honor mientras estuvo en Tréveris. Cuando Enrique murió, Wolfgango ingresó, en 964, en la orden benedictina, entrando en la abadía de Einsiedeln, conocido por el rigor con que aplicaba la regla de San Benito.  
Hacia 970 el obispo Ulrico de Augsburgo le ordenó sacerdote. Poco después, Wolfgango tuvo una visión que lo impulsó a dejar el monasterio y dedicarse a la evangelización de tierras de la Europa central donde todavía no se practicaba el cristianismo, como Bohemia y la Panonia, actual Hungría. A pesar de ello, su labor en Hungría tuvo pocos resultados prácticos. 
El obispo Pelegrino de Passau, que lo conoció le propuso a Otón I para que lo nombrara obispo de Ratisbona. Wolfgango no quiso, pero finalmente aceptó el nombramiento y en 972 tomó posesión, con jurisdicción sobre toda la Bohemia. Como obispo, se distinguió por su santidad, frugalidad y modestia. En contra de lo que era habitual entonces, quiso renunciar al poder temporal; así, hizo que las tierras de Bohemia se erigieran como diócesis autónoma, con sede en Praga y sin ataduras con Ratisbona y, de la misma manera, renunció al priorato de Reichenau, que proporcionaba muchas rentas. Quería también, que los responsables, obispo y prior, de las comunidades estuvieran cerca de sus fieles. 
Durante las luchas del 976 entre Enrique y Otón II, a quien Wolfgango era fiel, se retiró a la abadía de Mondsee. Una leyenda quiere que, en este retiro, viviera como eremita en los bosques, cerca del Wolfgangsee ('lago de Wolfgango', en Salzkammergut). Volvió a Ratisbona y, durante un viaje pastoral enfermó. Fue llevado a la iglesia cercana de Pupping, donde se confesó, comulgó y murió al pie del altar la noche del 31 de octubre. 
Fue enterrado en el monasterio de San Emmeran, en Ratisbona, donde fueron trasladados hasta la catedral de la ciudad.

## Leyendas
Cuando se retiró como eremita, para encontrar en lugar donde quedarse, pidió a Dios que se lo indicara, lanzó una hacha y se construyó una capilla en el lugar donde cayó. Wolfgango convenció al diablo para que lo ayudara a construir la capilla, a cambio del alma del primero que entrara. El diablo, para llevar los materiales, tomó la forma de caballo. Al acabar, el primer ser vivo que entró a la capilla fue un lobo (Wolf en alemán, relacionado con Wolfgang) y el diablo, enrabiado, se fue volando. Después, en el mismo lugar, se fundó un pueblo, el actual Sankt Wolfgang, en Salzkammergut (Austria).
Rezando en la ermita, el diablo quiso matarlo lanzándole una gran roca encima. Wolfgango, que estaba arrodillado sobre otra roca, extendió los brazos formando una cruz y rezó. No le pasó nada pero la huella quedó marcada en la roca. Esta roca es hoy en el suelo de la iglesia de Sankt Wolfgang im Salzkammergut.

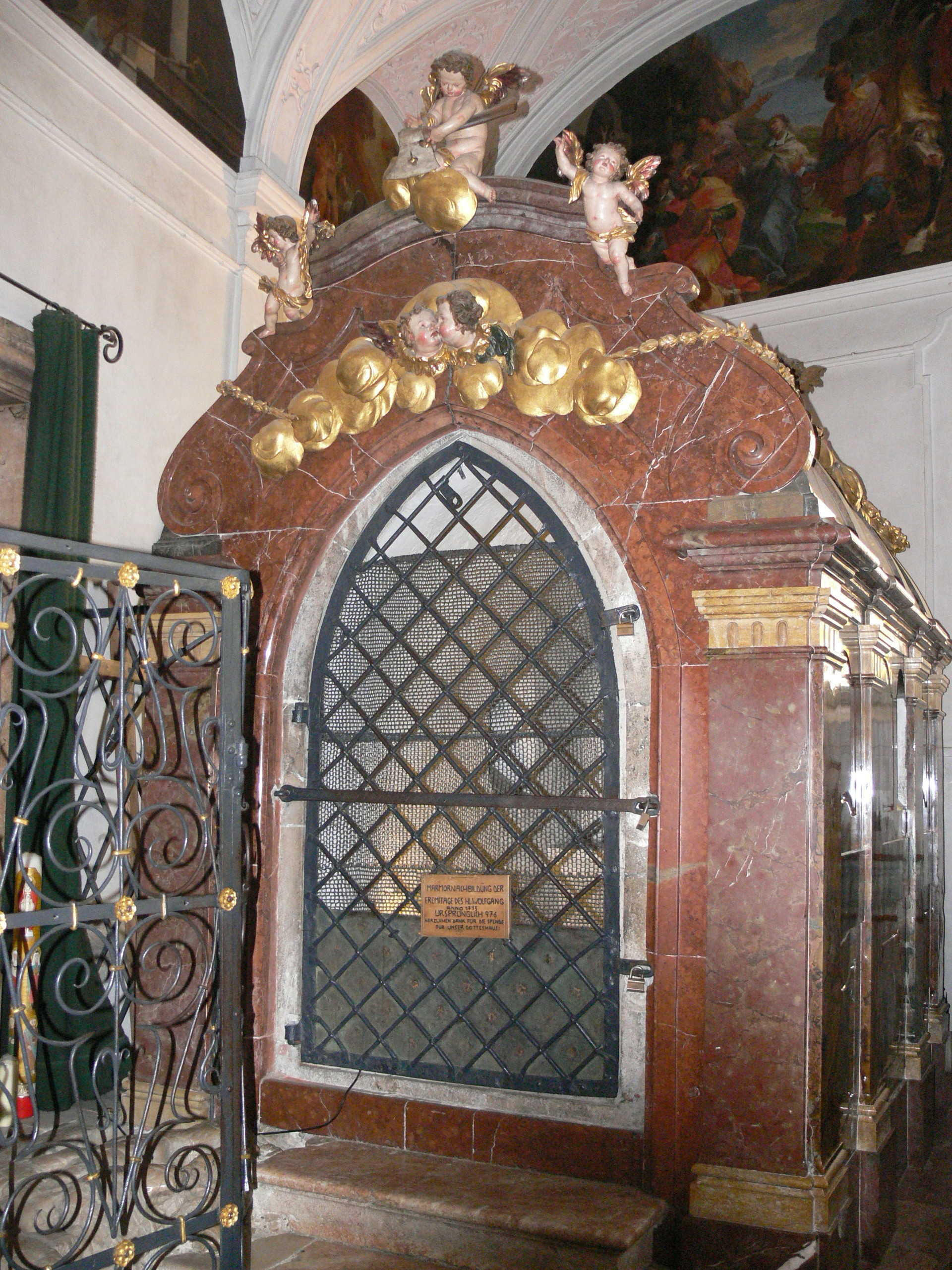
Capilla del santo, reconstrucción barroca de la capilla donde se retiró como eremita, en la parroquia de S. Wolfgang im Salzkammergut
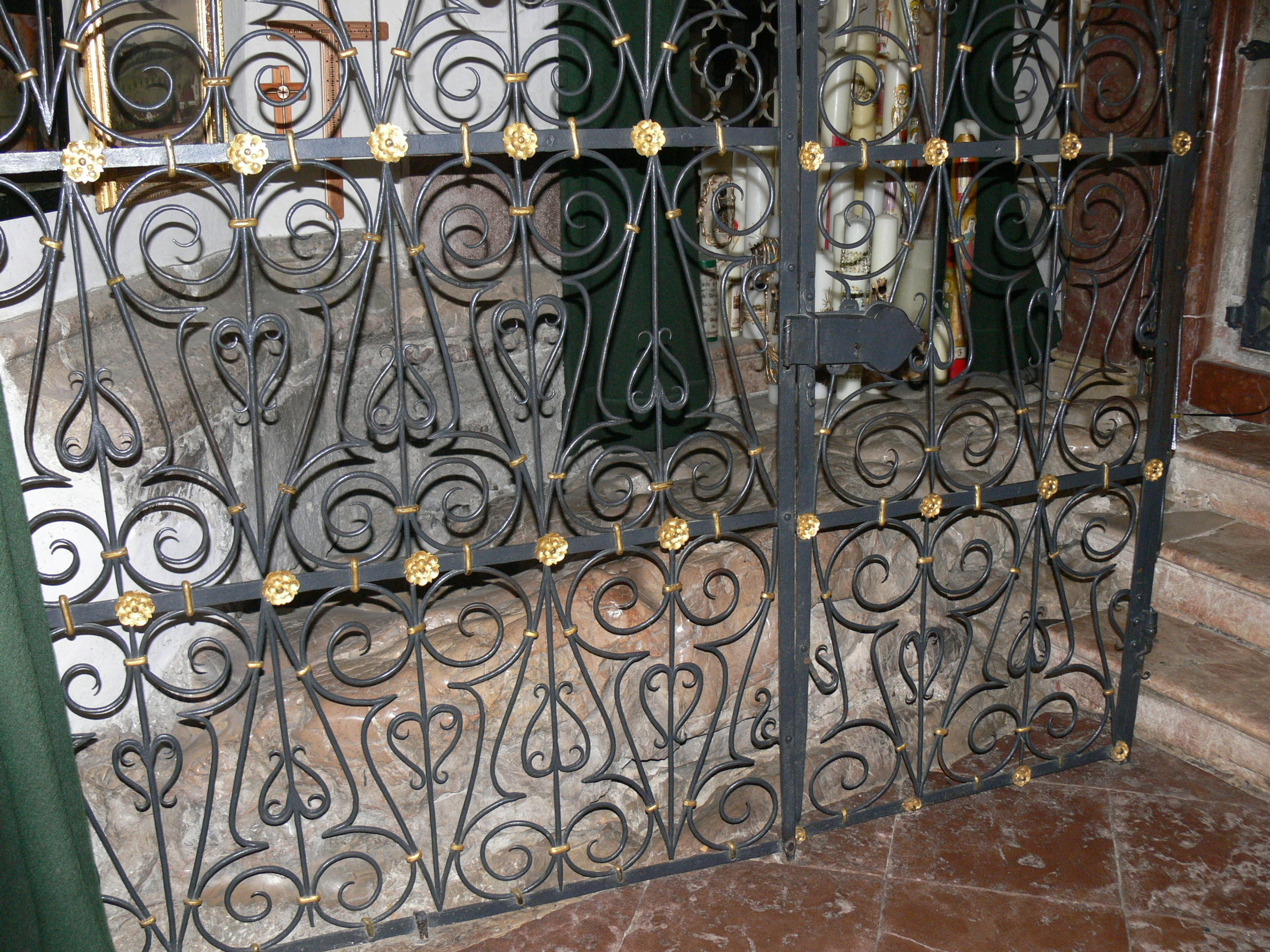
«Piedra de San Wolfgango» donde el santo se sentó y dejó la huella impresa de su cuerpo (S. Wolfgang im Salzkammergut)
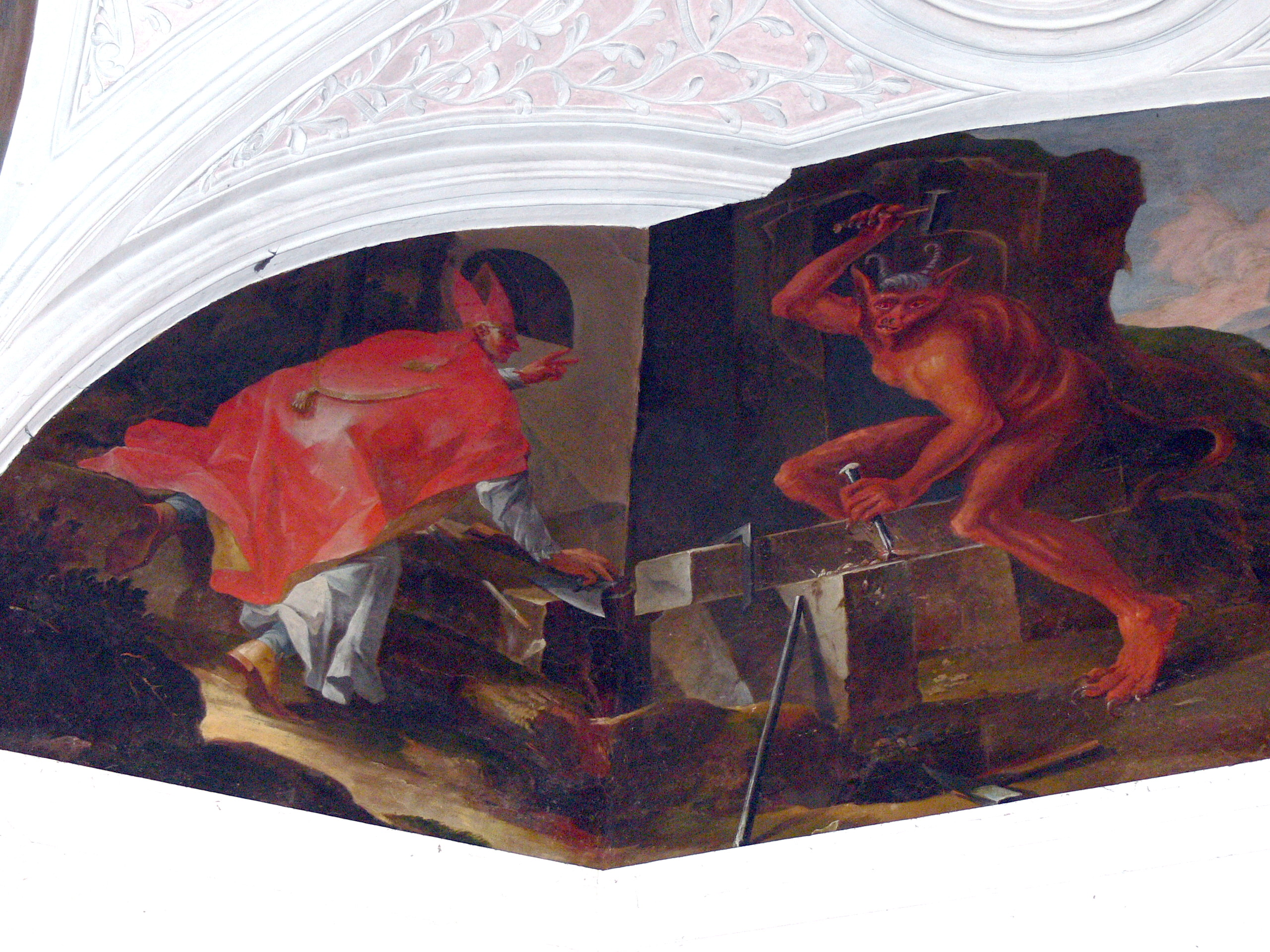
El santo y el diablo, pintura del siglo XVIII en la capilla del santo en Sankt Wolfgang im Salzkammergut
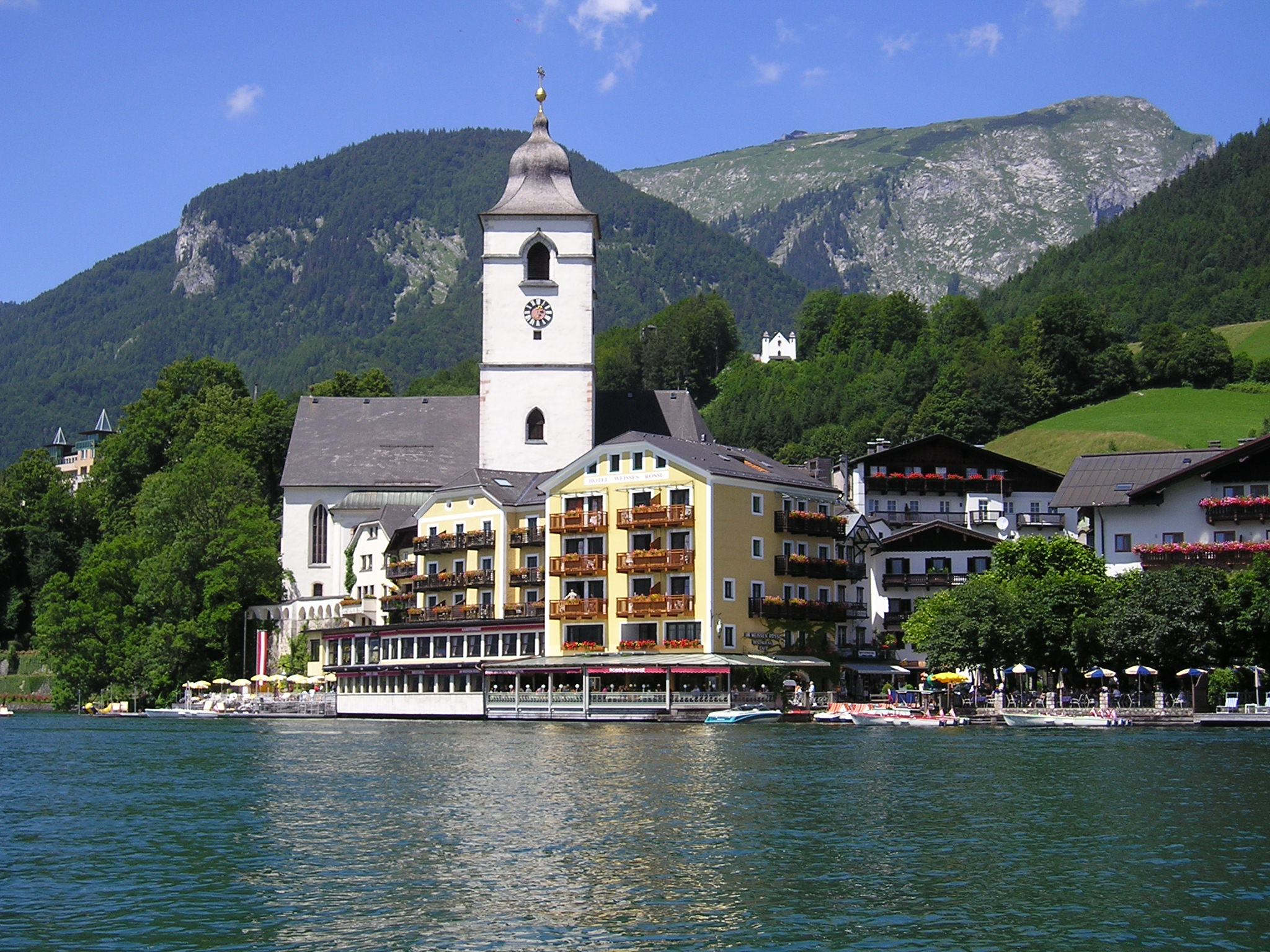
Parroquia de Sankt Wolfang, construida sobre la capilla del santo, a orillas de Wolfgangsee
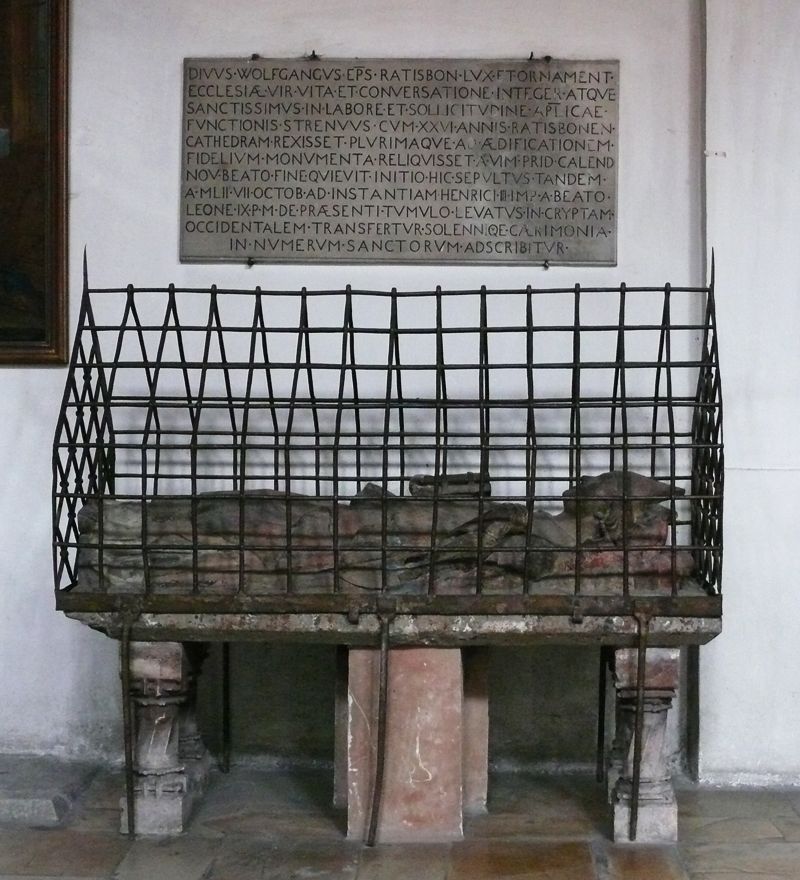
Antigua tumba del santo en la abadía de San Emmeram de Ratisbona